# Colonel Bogey March
Colonel Bogey march (pochod plukovníka Bogeyeho) je pochod, který složil v roce 1914 kapelník britské armády poručík Frederick Joseph Ricketts publikující pod pseudonymem Kenneth J. Alford. Během druhé světové války jej britští vojáci zpívali s textem „Hitler Has Only Got One Ball“ (Hitler má jen jednu kouli). Tento pochod se objevil v mnoha filmech a seriálech, poprvé v Hitchcockově filmu Zmizení staré dámy z roku 1938, ale všeobecně známým se stal díky použití ve filmu Most přes řeku Kwai. Pochod se často píská, ale v českém filmu se Tmavomodrý svět z roku 2001 je verze včetně textu zesměšňujícího německé vůdce.

## Původ názvu
Frederick Joseph Ricketts, kapelník britské armády, vydal v roce 1914 pochod „Colonel Bogey“ a další skladby pod pseudonymem Kenneth J. Alford, protože v té době nebylo žádoucí, aby vojenský personál působil mimo ozbrojené síly. Ricketts se později stal ředitelem hudby Královské námořní pěchoty v Plymouthu. Melodie byla údajně inspirována britským důstojníkem, který při hraní golfu „pískal klesající malou tercii“ místo zvolání „Fore!“ jako varování před odpalem míčku. Právě tento interval se několikrát objevuje na začátku melodie. Jméno „Colonel Bogey“ se začalo používat na konci 19. století v golfu jako pomyslný „standardní soupeř“ při hodnocení výkonnosti golfistů, a v Eduardovském období začalo být toto jméno používáno v golfovém světě pro ducha hřiště; golfisté na obou stranách Atlantiku často hráli zápasy proti „plukovníku Bogeyovi“. Dnes je bogey golfový termín s významem „jeden nad par“.

## Odkaz
Ve filmu se tento pochod poprvé objevil v roce 1938, když si jej mumlal Michael Redgrave v Hitchcockově filmy Zmizení staré dámy.
Britští vojáci za druhé světové války doplnili pochod textem, který zesměšňuje nacistické vůdce: „Hitler Has Only Got One Ball, “ (původně „Göring Has Only Got One Ball“, když velitel Luftwaffe utrpěl zranění třísla).
„Colonel Bogey march“ byl první skladbou hranou počítačem. Bylo to v roce 1951 během první počítačové konference v Australii
 na počítači CSIRAC vyvinutém Organizací vědeckého a průmyslového výzkumu Commonwealthu.
Světovou proslulost přinesla melodii použití poněkud upravené verze ve filmu Most přes řeku Kwai (film) Davida Leana z roku 1957.
V komedii The parent trap si dívky na letním táboře pískají „pochod plukovníka Bogeyeho“, jako připomínku scény z filmu Most přes řeku Kwai.
S. D. Burman použil tuto skladbu v roce 1967 v hindském špionážním thrilleru Jewel Thief (Zloděj šperků). Úvodní verše písně „Yeh Dil Na Hota Bechaara“ čerpají inspiraci z pochodu plukovníka Bogeyeho.
V epizodě 28 pořadu The Benny Hill Show z roku 1976 byl tento pochod použit ve skeči hry Prodej půlstoletí pro otázku řekni jméno této písně. Jednou z odpovědí soutěžících bylo „po kouli“, na níž moderátor (Benny Hill) odpověděl s odkazem na protihitlerovský popěvek „no, máte napůl pravdu“.
Ve sci-fi seriálu Pán času (v originále Doctor Who) si čtvrtá inkarnace pána času pískala tuto melodii v dílech Tvář zla, Drápy Weng-Chianga, Invaze času a Osud Daleků. Brigádní generál Lethbridge-Stewart si melodii pískal v části Mysl zla (The Mind of Evil).
Ve filmu Snídaňový klub z roku 1985 si během sobotního pobytu po škole všichni hlavní hrdinové pískají tuto melodii při příchodu ředitele Vernona (v podání Paula Gleasona). Melodie byla použita také ve filmech Číslo 5 žije a Spaceballs, v němž si stvoření podobné Jawě zvané Dinks píská Colonel Bogey ve třech scénách.
V epizodě Šílený Homer seriálu Simpsonovi Bart na počátku píše vtipný text k melodií „pochodu plukovníka Bogeye“, jako narozeninovou píseň pro Lízu.
V epizodě Vím, proč ptáci v kleci křičí sitkomu Fresh Prince používají fiktivní pávi ULA jako bojovou píseň melodii pochodu plukovníka Bogeyeho.
V roce 2019 byl pochod plukovníka Bogeyeho použit v epizodě 8 čtvrté řady televizního seriálu Muž z Vysokého zámku. Píseň zazněla v epizodě 5 6. řady seriálu Cizinka (Outlander) , kde odhalila postavu z 5. řady. Píseň pokračovala i v průběhu titulků. Pochod plukovníka Bogeyho byl použit v neo-noirovém televizním seriálu Monsieur Spade z roku 2024 stanice AMC a Canal+. Možná shodou okolností hlavní postavu Sama Spadea dříve hrál Humphrey Bogart, často nazývaný „Bogie“.
V epizodě On the Hoof (Na kopytech) seriálu ChuckleVision se Paul a Barry neúspěšně snaží vytvořit v táboře MI7 pochodovou kapelu pro nabubřelého ministra. Nakonec melodii hraje jen druhý z bratrů na kazoo a první jej doprovází na tamburínu.
Pochod byl použit v německých reklamách na digestiv Underberg bitter od 70. letech 20. století, kde se stal klasickou znělkou. V Indonésii byl pochod plukovníka Bogeyeho používán jako znělka pro léky značky Bodrex. Na melodii pochodu plukovníka Bogeyeho existuje také parodie popisující účinky požití prášku na nádobí Comet.
Časopis Empire zařadil tento pochod do svého seznamu 25 nejchytlavějších filmových melodií.

## Most přes řeku Kwai

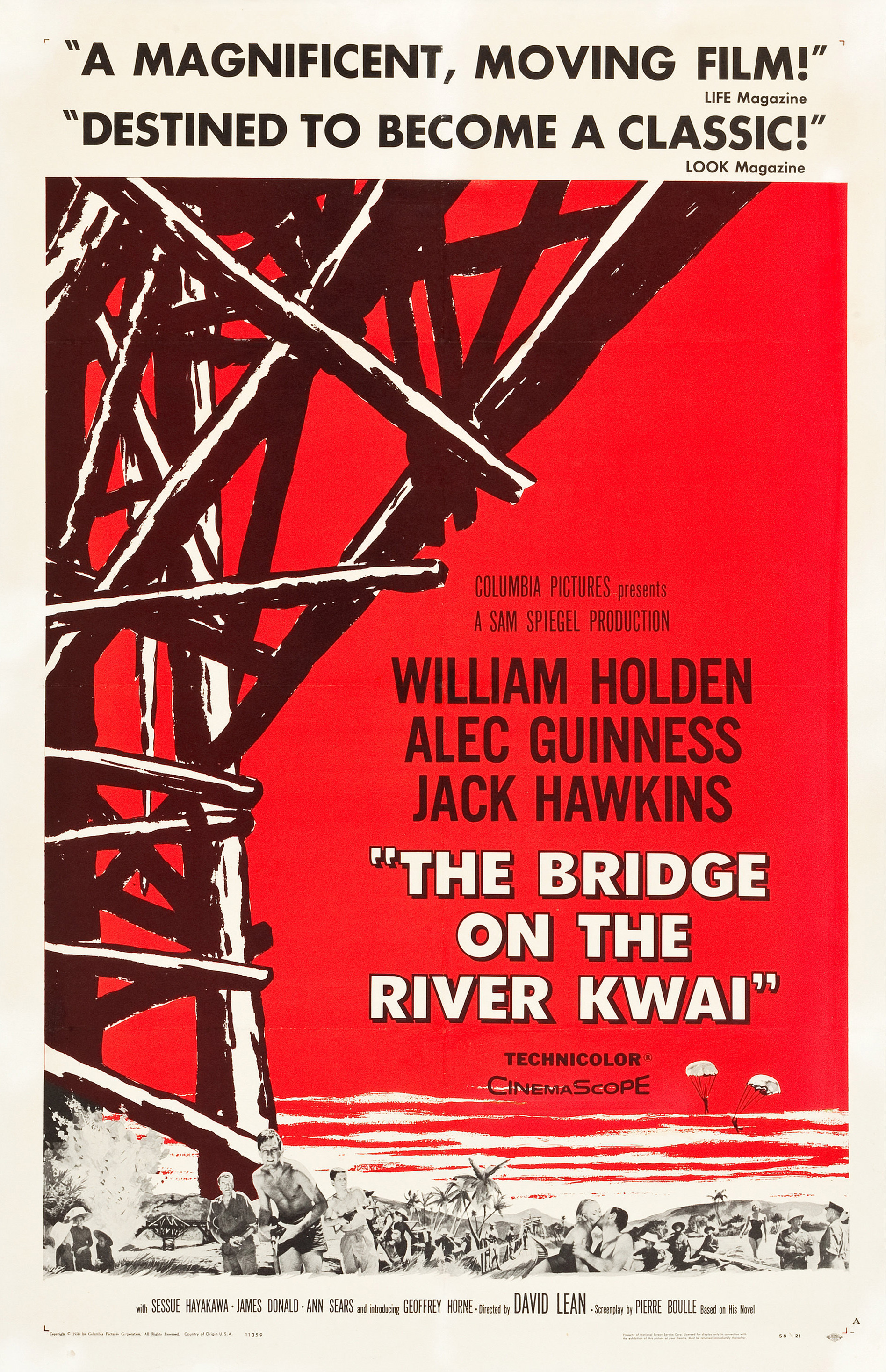
Plakát filmu The Bridge on the River Kwai

Anglický skladatel Malcolm Arnold přidal do dramatického filmu Most přes řeku Kwai (film) z roku 1957, který se odehrává během druhé světové války, protipochod, který nazval „The River Kwai March“. Oba pochody nahrál Mitch Miller jako „March from the River Kwai – Colonel Bogey“ a v roce 1958 se v USA dostal na 20. místo. Arnoldův pochod je součástí orchestrální koncertní suity, kterou z filmové hudby k filmu Arnold vytvořil Christopher Palmer a kterou vydalo nakladatelství Novello & Co v Londýně.
Díky uvedení v tomto filmu je „Colonel Bogey March“ často chybně nazýván „Pochod řeky Kwai“. Arnold sice použil „Colonel Bogey“ ve své partituře k filmu, ale jednalo se pouze o první téma a kousek druhého tématu „Colonel Bogey“, které si britští zajatci pískali při návratu do zajateckého tábora. Použití písně ve filmu navrhl jeden z herců tohoto filmu Percy Herbert. Podle rozhovorů Kevina Brownlowa s režisérem Davidem Leanem, to však ve skutečnosti byl Lean, který píseň znal a při psaní scénáře bojoval za to, aby ji vojáci pískali. Kvůli peprnému textu z druhé světové války („Hitler Has Only Got One Ball“) by pravděpodobně neprošla cenzurou. Percy Herbert byl při natáčení použit jako konzultant, protože měl vlastní zkušenosti z japonských zajateckých táborů; Lean mu týdně platil 5 liber navíc.
Protože film zobrazoval válečné zajatce držené za nelidských podmínek Japonci byli kanadští představitelé v květnu 1980 v rozpacích, když vojenská kapela zahrála „Colonel Bogey“ při návštěvě japonského premiéra Masajošiho Óhiry v Ottawě.